# قانون اساسی لیتوانی
قانون اساسی لیتوانی (لیتوانیایی: Lietuvos Respublikos Konstitucija) عالی‌ترین قانون کشور لیتوانی است. این قانون در همه‌پرسی ۲۵ اکتبر ۱۹۹۲ به رای گذاشته شد و به تصویب رسید.

## تاریخ
اولین اقدام برای نوشتن قانون در زمان دوک‌نشین بزرگ لیتوانی انجام شد که در آن اساسنامه لیتوانی نگاشته شد. اولین اساسنامه در سال ۱۵۲۹ به اجرا درآمد. در قرن هجدهم کشور مشترک‌المنافع لهستان–لیتوانی یک دولت فدرال متشکل از دوک‌نشین بزرگ لیتوانی و پادشاهی لهستان به دلیل ناکارآمدی فزاینده در سیاست داخلی به مشکل برخورده بود. در تلاشی دیر وقت برای اصلاح امور، یک قانون اساسی در ۳ مه ۱۷۹۱ به تصویب رسید که از قدیمی‌ترین قانون اساسی در جهان می‌باشد.